# الكتاب الأحمر
الكتاب الأحمر أو مقتطفات من أقوال الرئيس ماو تسي تونغ (بالصينية: 毛主席语录) هو كتيب اقتباسات يضم أقوال من خطابات وكتابات الزعيم الشيوعي الصيني ماو تسي تونغ. طُبع الكتيب بكل لغات العالم تقريبًا وصدرت منه أكثر من 800 مليون نسخة وقد وصل عدد النسخ إلى المليار نسخة تقريبًا ودخل في موسوعة غينيس للأرقام القياسية، ويعتبر من أهم الكتيبات التي رسخت للفكر الماوي كتطور ثالث للماركسية اللينينية، وهو من أبرز رموز الثورة الثقافية التي قامت في الصين بين 1966 و1976.

## مواضيع الكتاب
يحتوي الكتاب على اقتباسات من أقوال الرئيس الصيني ماو تسي تونغ من مقالاته وخطاباته والمقابلات الصحفية والتقارير السياسية يحتوي على اقتباسات مخصصة في مواضيع بحد ذاتها بلغت 33 موضوعاً وهي:
1. الحزب الشيوعي.
2. الطبقات والصراع الطبقي.
3. الاشتراكية والشيوعية.
4. المعالجة الصحيحة للتناقضات بين صفوف الشعب.
5. الحرب والسلم.
6. الإمبريالية وجميع الرجعيين نمور من ورق.
7. كونوا جريئين على الكفاح وعلى انتزاع النصر.
8. الحرب الشعبية.
9. الجيش الشعبي.
10. قيادة لجان الحزب.
11. الخطّ الجماهيري.
12. العمل السياسي.
13. العلاقات بين الضبّاط والجنود.
14. العلاقات بين الجيش والشعب.
15. الديمقراطية في الميادين الثلاثة الأساسية.
16. التعليم والتدريب.
17. خدمة الشعب.
18. الوطنية والأممية.
19. البطولة الثورية.
20. بناء بلادنا بالعمل المجد والاقتصاد في النفقة.
21. الاعتماد على النفس والنضال الشاق.
22. أساليب التفكير وأساليب العمل.
23. التحري والدراسة.
24. تصحيح الأفكار الخاطئة.
25. الوحدة والتضامن.
26. النظام.
27. النقد والنقد الذاتي.
28. الشيوعيون.
29. الكوادر.
30. الشباب.
31. النساء.
32. الثقافة والفنّ.
33. الدراسة.

## أهمية الكتاب

صور متنوعة لاستخدام الكتاب الأحمر في العالم

يعتبر الكتاب رمزاً من رموز الثورة الثقافية التي قامت في الصين على يد الرئيس ماو تسي تونغ ورفاقه الشيوعيين الثوريين في الحزب، وانتشر بين الحركات الشيوعية الماوية في العالم والحركات الثورية مثل حركة الفهود السود الأمريكية والكثير من المناطق التي تشهد حروباً وتمردات شيوعية يقودها الماويون في العالم مثل البيرو والنيبال والهند والفلبين وغيره، يعتبر الكتاب الأحمر شعاراً يرفعه الشيوعيون الماويون في مسيراتهم ومهرجاناتهم والاستعراضات العسكرية.
كما يعتبر الكتاب من أهم أعمال البروبغندا والدعاية السياسية في العالم الحديث لصغر حجمه وحمله في كل مناسبة، وكان الكتاب قد وزع على بعض فصائل اليسار الفلسطيني في السبعينات من القرن المنصرم والقوى الشيوعية المسلحة في العالم.

## وصلات خارجية
- الكتاب الأحمر على موقع الموسوعة البريطانية (الإنجليزية)